# La Mare de Déu del Carme de Poses
La Mare de Déu del Carme de Poses és la capella del mas de Poses, del terme municipal de Sant Quirze Safaja, de la comarca del Moianès.
És al sud de la zona central del terme municipal, a tocar i al sud-oest del Badó, a migdia del Camí del Badó. Dins del conjunt d'edificis del mas de Poses, la capella és al costat nord de l'edifici principal. La porta s'obre a llevant, al costat nord de la porta principal del mas.
És una petita capella d'una sola nau, sense absis exempt, construïda en el primer terç del segle xix. Un document del 3 de juny del 1822 conservat en el mateix mas, fou beneïda aquell dia pel bisbe de Vic, Ramon Strauch i Vidal, a instàncies de Josep Antoni Posas, pagès propietari del mas Poses.